# ميهو يامادا
ميهو يامادا (باليابانية: 山田 美穂) مواليد 11 نوفمبر 1973، هي مؤدية أصوات يابانية.

## أعمال

### أنمي
- أعزائي الفتيان
- أكاديمية أليس
- إينوياشا
- البدلة المتنقلة جاندام سيد ديستني
- نادي مضيفي ثانوية أوران

### دبلجة
- جسم جينيفر
- إطلالة على بحيرة تيراس
- نيكيتا
- لا مفر
- حمى ليلة السبت
- صرخة 3

## وصلات خارجية
- ميهو يامادا على موقع IMDb (الإنجليزية)
- ميهو يامادا على موقع قاعدة بيانات الفيلم (الإنجليزية)
- ميهو يامادا على موقع كينوبويسك (الروسية)
- ميهو يامادا على موقع ANN person (الإنجليزية)